# SILHOUETTE FROM THE SKYLIT
SILHOUETTE FROM THE SKYLIT（シルエット・フロム・ザ・スカイリット）は、日本のロックバンド。略称は「汁」、「シルエット」、「SFTS」など。

## メンバー
SeshiroX（セシロックス）
Vocal担当。1月3日生まれ。
Kiyo（キヨ）
Guitar担当。6月12日生まれ。2017年1月加入。
廣田 哲朗（ヒロタ テツロウ）
Bass担当。4月11日生まれ。
K.O.U（コウ/キング・オブ・ウエダ）
Drums担当。4月5日生まれ。

### 旧メンバー
Rockwell（ロックウェル）
Guitar担当。6月4日生まれ。2010年から2016年8月まで活動。

## 概要
福岡発、渋谷を拠点に活動するエモーショナルロックバンド。
2011年に1st EP「The Great and Desperate」、2012年に1stアルバム「Arche」をリリース。

2013年にはRed Bull主催バンドコンテスト「Red Bull Live On The Road 2013」にて優勝。

2014年、2nd EP「THE WORLD WILL NEVER SAVE YOU」、2ndアルバム「The Reflections」、1stシングル「Blue Echo / Closer」を立て続けにリリース。3作品共に、インディーズオリコンウィークリーチャートへのランクインの快挙を達成。
「Red Bull Live On The Road 2013」優勝副賞の海外レコーディングにて「Blue Echo / Closer」をRed Bull Studio NYにてレコーディング。

帰国後、KNOTFEST JAPAN 2014のオープニングアクトとして、幕張メッセのステージにて海外の名立たるアーティストとの共演を果たす。

2015年には「NipponCon」（ドイツ）への出演も果たしている。
2016年に自身の集大成となる3rdアルバム「Heracles」をリリースし、オリコンインディーズチャート6位、オリコンチャート14位を記録。

同年5月に行われた同アルバムのリリースツアーファイナルではTSUTAYA O-WESTをソールドアウト。

8月には初の台湾の大型ロックフェス「No Fear Festival」に出演しSPYAIRらと共演。初の台湾公演にもかかわらず、現地のファンが物販に長蛇の列を作るほど認知が広がっている。
2017年より新メンバーKiyoをギターに迎え、自主企画「SILHOUETTE FEST（通称：汁フェス）」をソールドアウトするなど、さらなる精力的な活動を見せている。

## バイオグラフィー
2007年
- 2年間の米国留学から帰国した "SeshiroX" が「様々なバンドのプレーヤーをサポートに迎える」形で前身となるプロジェクトバンドを立ち上げる。

2008年
- SILHOUETTE FROM THE SKYLITに改名。

2010年
- プロジェクトに参加していた"RockWeell" "廣田哲朗" "K.O.U"がバンドメンバーとして正式加入、活動を本格化させる。

2011年
- 6月　活動の拠点を福岡から東京に移す。
- 12月　1st EP "The Great and Desperate" を初の全国リリース[2][3]。

2012年
- 10月　1st Album "Arche" をリリース[4]。

2013年
- 4月　渋谷club asiaにて "Arche" リリースツアーファイナルを行う。
- 8月　SUMMER SONIC 2013出演。
- 11月　Red Bull主催バンドコンテスト"Red Bull Live On The Road 2013"優勝。

2014年
- 1月　2nd EP "THE WORLD WILL NEVER SAVE YOU" をリリース[5]。インディーズオリコンウィークリーチャートにて、初登場16位の快挙を成し遂げる。リリースツアーは全国11ヶ所にて実施。
- 3月14日　渋谷CYCLONEにて行われたツアーファイナルは、SOLD OUT公演となる。

- 6月　"Red Bull Live On The Road 2013" 優勝のプライズである海外レコーディングで渡米。Red Bull NY Studioにてレコーディングを行う。 (1st SINGLE "Blue Echo / Closer")

- 7月　2nd Album "The Reflections"をリリース。インディーズオリコンウィークリーチャートにて、初登場18位。全国18都市22公演のツアーを実施。
- 9月19日　渋谷club asiaにてツアーファイナルを迎える。また、ツアーと平行して "Red Bull Live On The Road 2013" WINNERとして、 "Red Bull Live On The Road 2014"トラックツアー(全国5会場、うち1会場は荒天中止)、"Red Bull Live On The Road 2014 FINAL"公演へ出演。

- 8月　SUMMER SONIC 2014出演。
- 10月　MOTO GP日本グランプリのMOTO STAGEにて開催されたRed Bull Live On The Road at MOTO GPへ出演。
- 11月　KNOTFEST JAPAN 2014出演[6]。
- 12月　1st SINGLE "Blue Echo / Closer" をリリース。

2015年
- 2月　渋谷CYCLONEにて初のワンマン公演を行い、SOLD OUTさせる。("Blue Echo / Closer" リリースツアーファイナル)
- 6月　"Nipponcon 2015" (ドイツ)に出演。初の海外ライブを経験する。

2016年
- 1月　3rd Album "Heracles"をリリース。
- 5月　渋谷O-WESTにて、自身2回目のワンマン公演を行い500人を動員しSOLD OUTさせる。("Heracles" リリースツアーファイナル)
- 8月　"No Fear Festival 2016"(台湾)に出演。
- 8月　RockWell 脱退

2017年
- 1月　Kiyo加入。SILHOUETTE FEST vol.11(w/バンドごっこ、ISAAC)を新宿Club SCIENCEにて開催。SOLD OUTさせる。
- 4月　Zephyren presents A.V.E.S.T project vol.10に出演。
- 8月　2nd SINGLE "いいからテーピングだ。"をリリース[7][8]。
- 12月　渋谷CLUB QUATTROにて無料ワンマン公演を敢行、SOLD OUTさせる。("いいからテーピングだ。" リリースツアーファイナル)

2018年
- 1月　3rd EP "WIRED"をリリース[9]。
- 5月　恵比寿LIQUIDROOMにて、ツアーファイナルを開催。("WIRED" リリースツアーファイナル)

2019年
- 1月　10th Anniversary ワンマンを渋谷CYCLONEにて開催。SOLD OUTさせる。
- 2月　渋谷TSUTAYA O-WESTにて自主企画「汁御膳vol.1」を開催。
- 11月　「SHOW BY ROCK!!」3969 GRATEFUL ROCK FESTIVAL出演[10]。
- 12月　渋谷club asiaにて 10th Anniversary ワンマン「NEVER EVER GET ENOUGH」を開催。SOLD OUTさせる。
- 12月　配信SINGLE "Hundred Lies"をリリース。

2020年
- 9月　オンラインイベント "SHOW BY ROCK!! 3969 Festival 2020〜6(ROCK)時間だょ♪全ロッカー集合!!〜" 出演。
- 11月　配信SINGLE "Before Summer Ends"をリリース。
- 12月　4th EP "Get New Airs On"を配信リリース。

2021年
- 1月　配信SINGLE "HIT IT HARD"をリリース。

2022年
- 4月　5th EP "To Be Continued"配信リリース。

## ディスコグラフィー

### 配信限定シングル
| 発売日         | タイトル           | レーベル            |
| -------------- | ------------------ | ------------------- |
| 2019年12月28日 | Hundred Lies       | Great Scott Records |
| 2020年11月2日  | Before Summer Ends | Great Scott Records |
| 2021年1月15日  | HIT IT HARD        | Great Scott Records |
| 2023年9月9日   | アナクロパレード   | Great Scott Records |
| 2023年10月28日 | Invitation to Anew | Great Scott Records |
| 2023年12月4日  | Bitter Sinners     | Great Scott Records |

### 参加作品
| 発売日        | 商品名      | 歌                  | 楽曲                                 | 備考                           |
| ------------- | ----------- | ------------------- | ------------------------------------ | ------------------------------ |
| 2018年8月29日 | ENDLESS!!!! | SHOWBYROCK!! Family | 「ENDLESS!!!!」                      | ゲーム『SHOW BY ROCK!!』関連曲 |
| 2018年8月29日 | ENDLESS!!!! | SHOWBYROCK!! Family | 「Eternal Unity -明日へのメロディ-」 | ゲーム『SHOW BY ROCK!!』関連曲 |

### ミュージックビデオ
| 曲名                                    |
| 「Fake and going to fade」              |
| 「Seek My Way Out」「California Gurls」 |
| 「NEVER SAVE YOU」                      |
| 「Unsheathed」                          |
| 「Blue Echo」「Closer」                 |
| 「Growing Pains」 「Emperor Time」      |
| 「いいからテーピングだ。」              |

## 出演
- SHOW BY ROCK!!（2013年7月30日、iOS / Android）
  - サンリオが原作の音楽ゲーム。ゲーム内に登場しているバンド「デモンズベノム」への楽曲提供をしている。キャラクター自体もバンドメンバーたちをモチーフにしている。ボーカルのSeshiroXは自身をモデルにしたデモンバットの声も担当しており、ゲーム内には2018年3月30日より実装された。
- SHOW BY ROCK!! Fes A Live（2020年3月12日、iOS / Android）
  - リリース時からタイアップ楽曲が収録されている。

### ユニットメンバー
1. ↑  稲川英里、日高里菜、谷山紀章、植田真梨恵、MiLO、原田郁子、ミト、伊藤大助、SeshiroX、大伴拓之、半妖ゲッチ、村上友哉
2. ↑  小林裕介、野口瑠璃子、高野麻里佳、佐々木未来、たかはしごう、植田真梨恵、MiLO、原田郁子、ミト、SeshiroX、大伴拓之、半妖ゲッチ、村上友哉、Chihiro